# Херцози и крале на лангобардите
Тази страница е списък на Херцози и крале на лангобардите
Забележка:  Първите херцози до Вахо (Вачо) не могат да се докажат исторически, те са само в племенните разкази, Заги (Sagen).

## Крале/Херцозиналангобардите
- ???-??? Ибор и Айо (Ibor & Ajo), херцози, (Айо - баща на Агелмунд)
- ???-439 Агелмунд (Agelmund) - българите го убиват и отвличат дъщеря му 439 г.
- 439-??? Ламисио (Lamissio) - 439 г. на трона и побеждава българите в страшна битка.
- ???-470 Летук (Лето), (Lethuc, Letho) - васал на Атила.
- 470-478 Хилдеок (Hildeoc) - освобождение от хунско господство.
- 425 490 Годеок (Godeoc; * 425) - отчасти ариани и исторически доказуеми.
- 490-500 Клафо (Claffo, Klef I.)
- 500-510 Тато (лангобард) (Tato)
- 510-540 Вахо (Вачо; Wacho)
- 540-545 Валтари (Walthari)
- 545–560 Аудоин (Audoin)
- 560–572 Албоин (Alboin), (* преди 526; † 28 юни 572)

## Крале на лангобардите
(Ломбардия, Италия)
- 568–572 Албоин (Alboin)
- 572–574 Клеф (Cleph)
- 574–584 Интеррегнум (Interregnum)
- 584–590 Аутари (Authari)
- 590–615 Агилулф (Agilulf)
- 615–626 Адалоалд (Adaloald)
- 626–636 Ариоалд (Arioald)
- 636–652 Ротари (лангобард) (Rothari)
- 652–653 Родоалд (Rodoald)
- 653–661 Ариперт I (Aripert I)
- 661–662 Годеперт и Перктарит (Godepert § Perctarit)
- 662–671 Гримоалд (Grimoald), заселва прабългари в Южна Италия
- 671 Гарибалд (Garibald)
- 671–688 Перктарит (2. път) (Perctarit)
- 688–700 Кунинкперт (Cunincpert)
- 700 Лиутперт (Liutpert)
- 701 Рагинперт (Raginpert)
- 701–712 Ариперт II (Aripert II)
- 712 Анспранд (Ansprand)
- 712–744 Лиутпранд (лангобард) (Liutprand)
- 744 Хилдепранд (Hildeprand)
- 744–749 Ратчис (Ratchis)
- 749–756 Айзтулф (Aistulf)
- 756–757 Ратчис (2. път) (Ratchis)
- 757–774 Дезидериус (Desiderius) (последен лангобардски крал на Лангобардия)
- 774–781 Карл Велики (Karl der Grosse) в Персоналунион
- 781–810 Пипин (Италия) (Pippin (Italien))
- 810–813 Карл Велики (2. път) (Karl der Grosse) в Персоналунион
- 813–818 Бернард (Италия) (Bernhard (Italien))
- 818–855 Лотар I (Lothar I) в Персоналунион
- 844–875 Лудвиг II (Италия) (Ludwig II (Italien))